# 拉姆甘傑烏帕齊拉
拉姆甘傑乌帕齐拉是孟加拉国羅基布爾縣的一个乌帕齐拉，位於吉大港专区的羅基布爾縣。。

## 人口
據1991年孟加拉國人口普查，拉姆甘傑共有戶數43,995戶，人口342027人。其中男性佔比47.98%，女性佔比52.02%；成年人口171,270人。該地7歲以上人口之平均識字率為12.6%，低於全國平均值（32.4%）。